# Bożena Truchanowska
Bożena Truchanowska (* 9. října 1929, Kiverci (ukrainsky Ківерці) ve Volyni) je polská akademická ilustrátorka, malířka a kreslířka. Významné představitelka Polské školy ilustrace.

## Stručný životopis
V dětství se i s rodiči přestěhovala do vesnice Komorów u Varšavy, pak během druhé světové války se přestěhovali do Svatokřížských hor a po válce se přestěhovali do města Lodž. Vystudovala Akademii Sztuk Pięknych w Warszawie u Jana Cybisa a Tadeusze Kulisiewicza. Od roku 1954 pracovala pro přední polská nakladatelství. Ilustrovala cca do 100 knih polských a evropských spisovatelů včetně pohádek. Některá díla (renovace fasád historických činžovních domů v Polsku, sgrafita a ilustrace) vytvářela společně se svým manželem, kterým byl Wiesław Majchrzak. Bożena Truchanowska neměla děti a s manželem, který jí byl nevěrný se nakonec rozešla. Za svou uměleckou činnost získala četná domácí i zahraniční ocenění.

## Další informace
V Muzeu města Gdyně je Truchanowske věnována expozice.

## Galerie

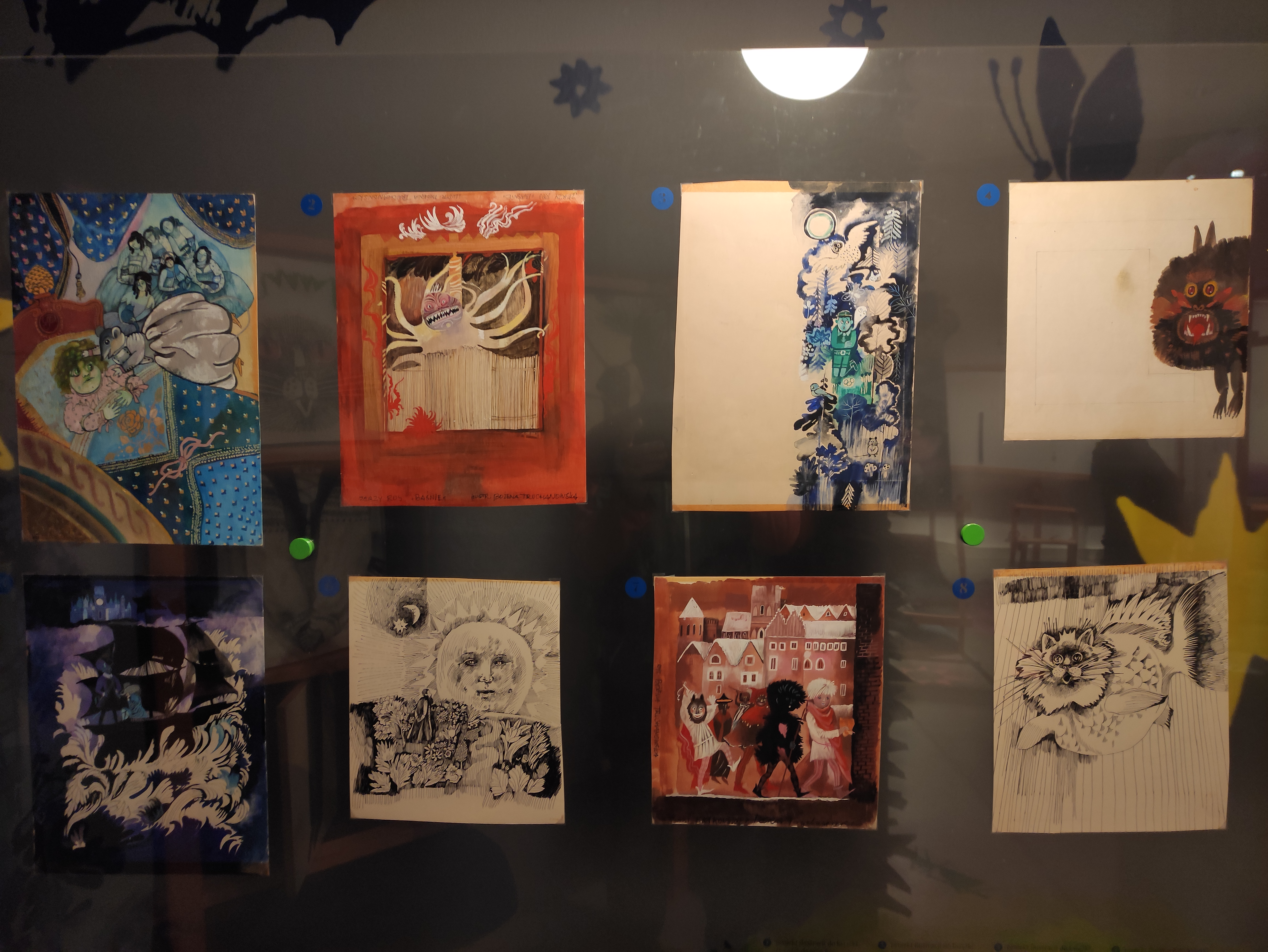
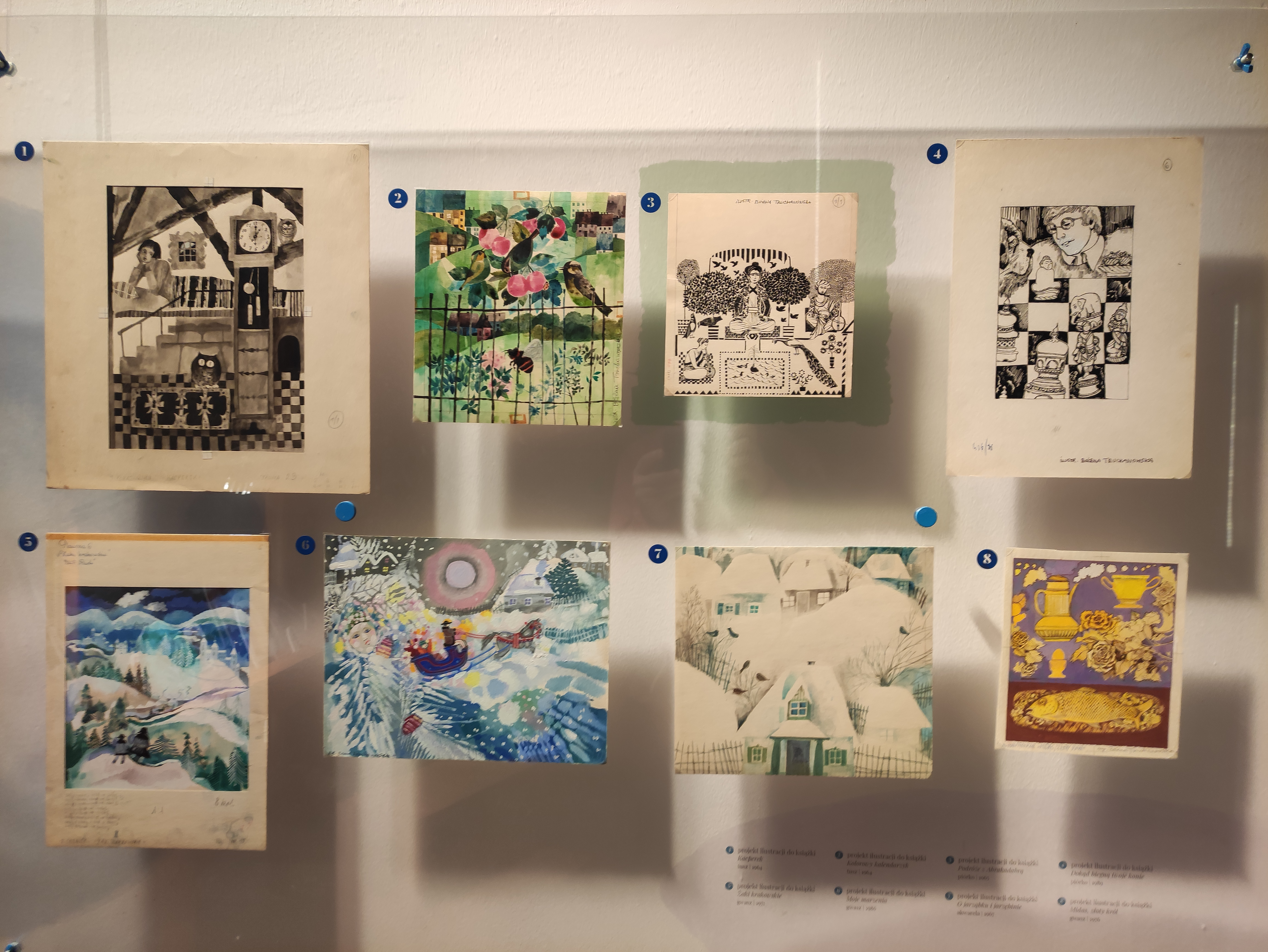
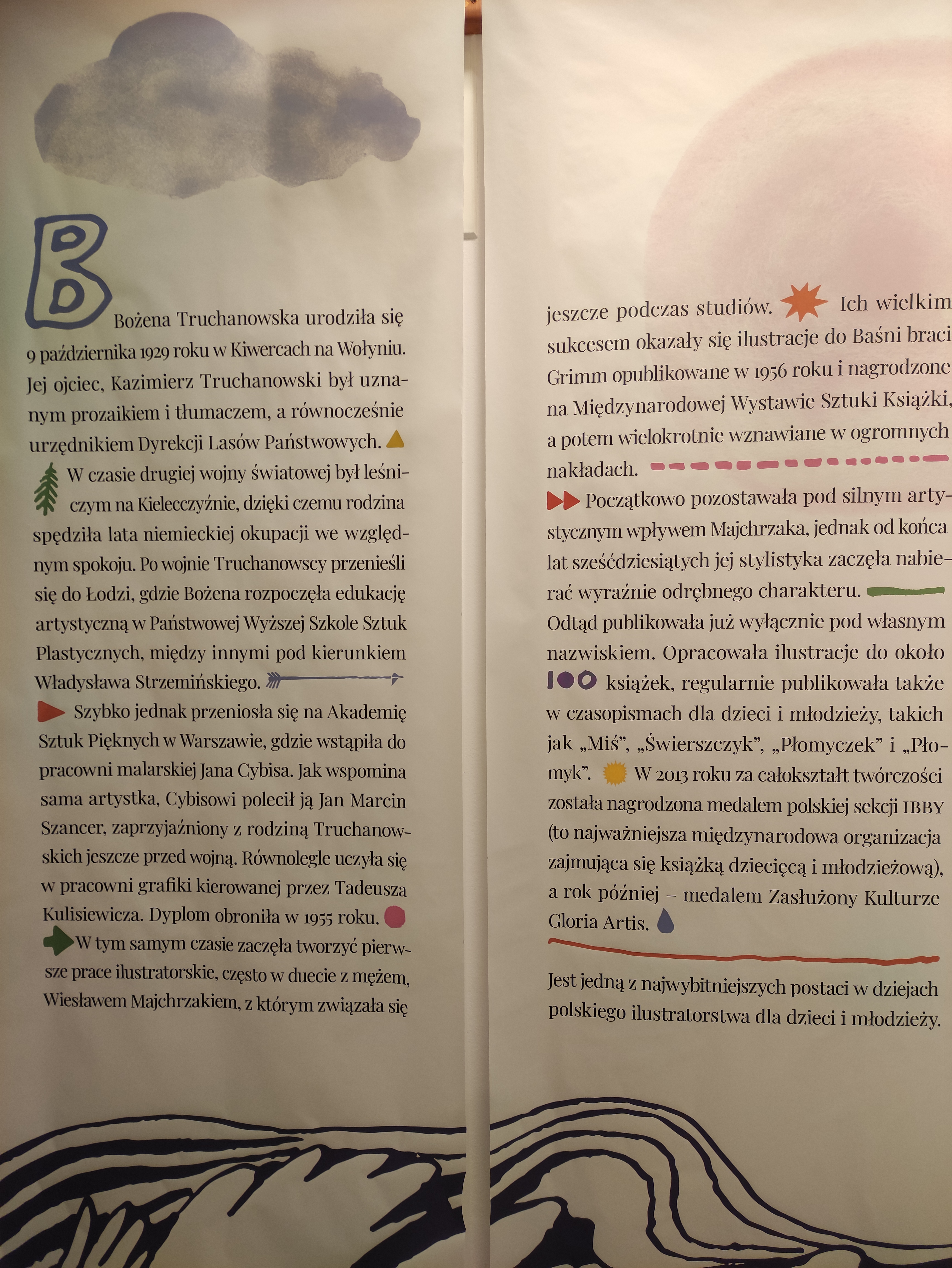
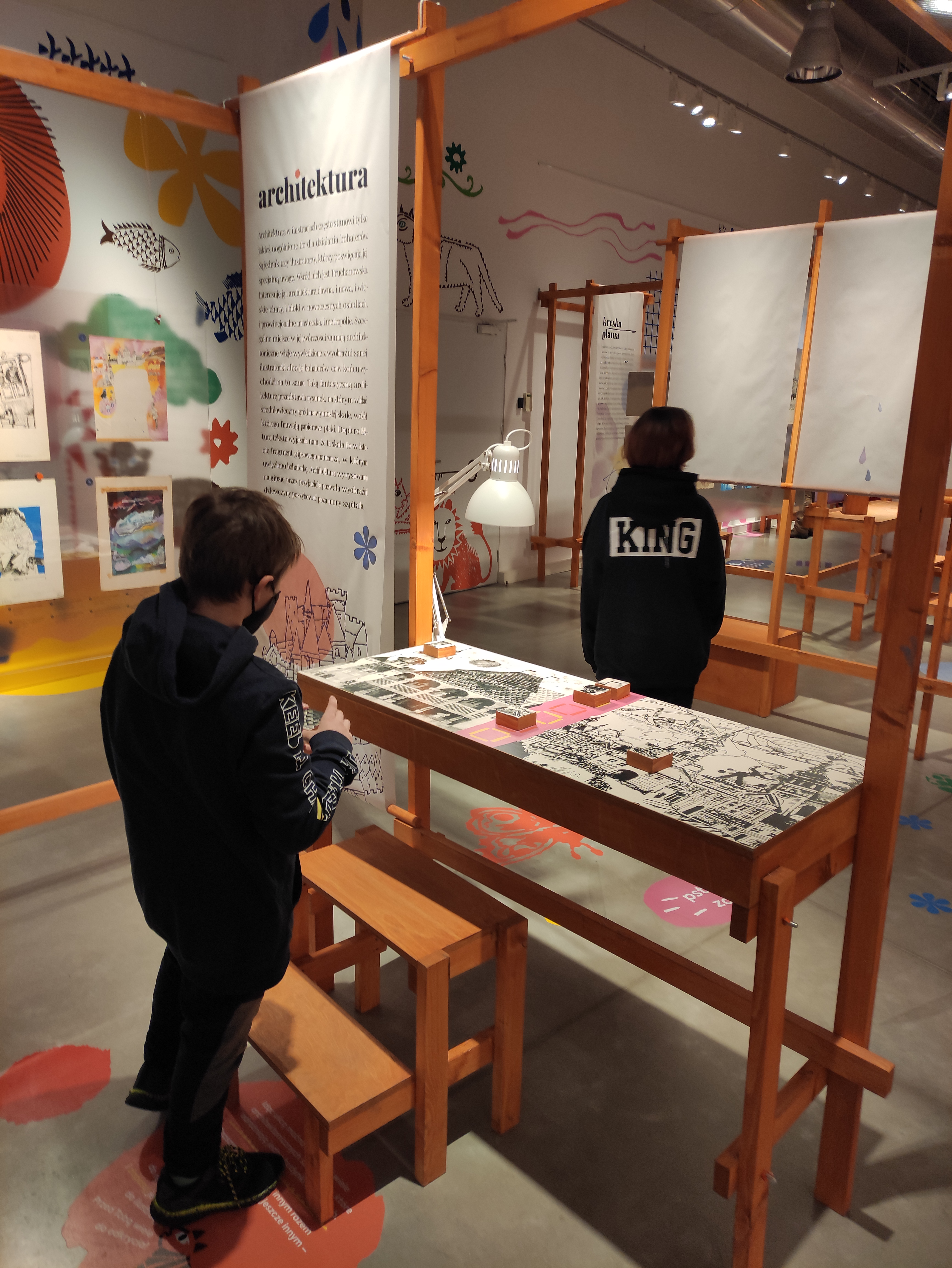
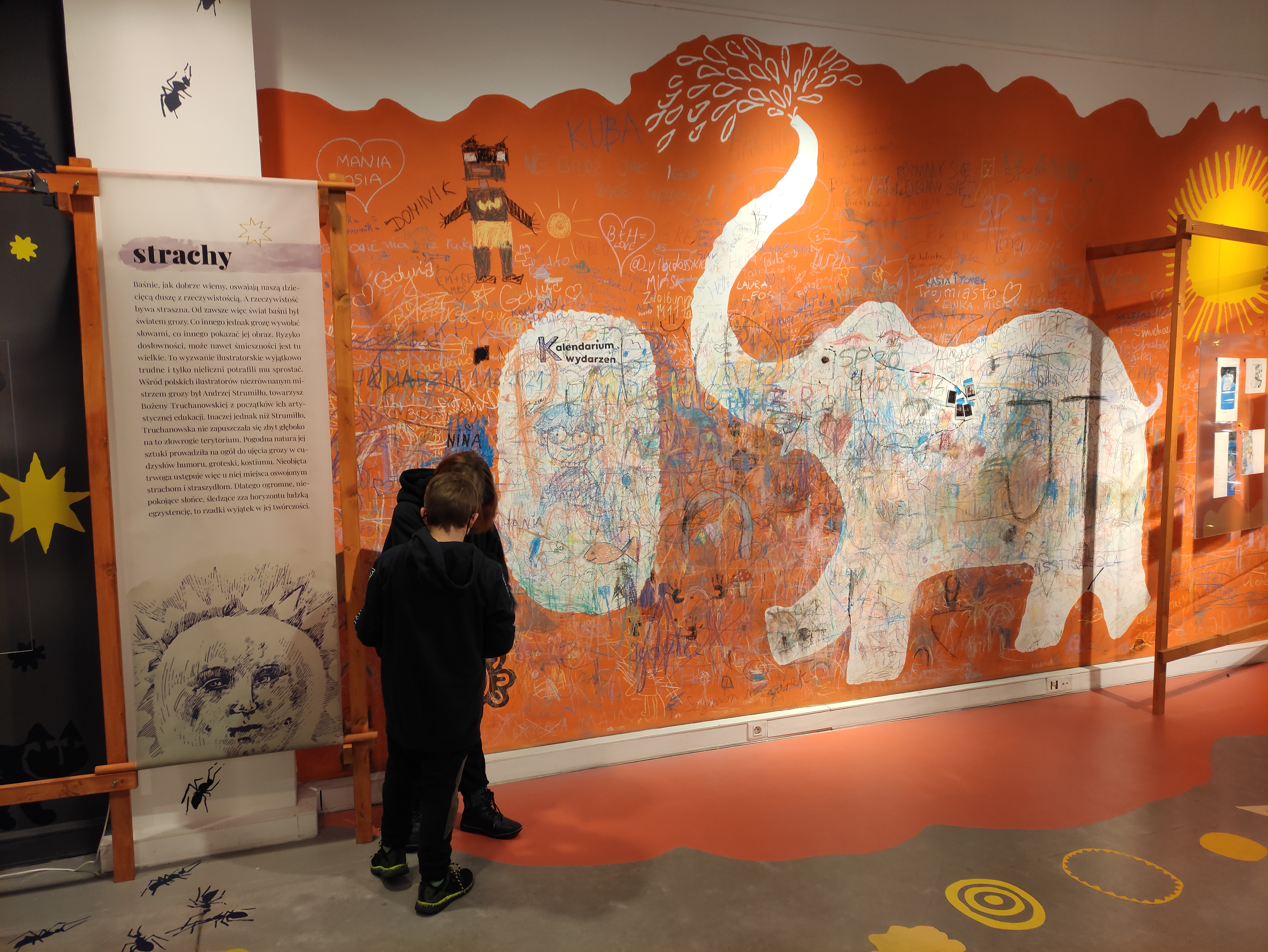